# Collegium Musicum

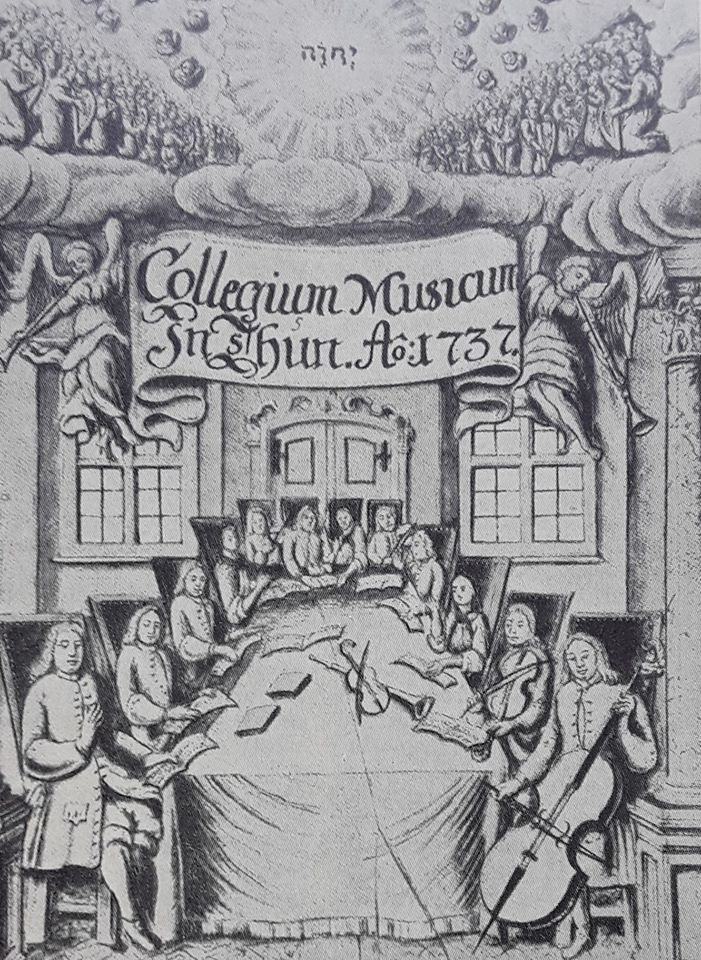
Collegium musicum de Thoune, 1737, Suisse

Le Collegium Musicum est l'une des nombreuses sociétés musicales qui virent le jour dans des villes et villages allemands et germano-suisses pendant la Réforme et qui prospérèrent jusqu'au milieu du XVIIIe siècle.
En général, alors que des sociétés telles que les Kantorei (de) (chorales) s'entraînaient à la musique vocale pour des représentations religieuses et le convivium musicum discutait de philosophie et de théorie musicale au cours d'un banquet, la «collegia musica» jouait à la fois de la musique vocale et instrumentale pour le plaisir ; ce type de formation se spécialise  en musique instrumentale à mesure qu'elle prend de l'ampleur à l'époque baroque. 
Bien que les sociétés amateurs soient fermées par principe, les «collegia» incluaient souvent des professionnels pour compléter l'ensemble et admettaient des non-membres aux représentations. De plus, ils fournissaient souvent de la musique pour des occasions religieuses, nationales et académiques et bénéficiaient du soutien de citoyens éminents. 
À partir des années 1660, ils constituent une partie significative des débuts des concert public en Allemagne.

## Leipzig

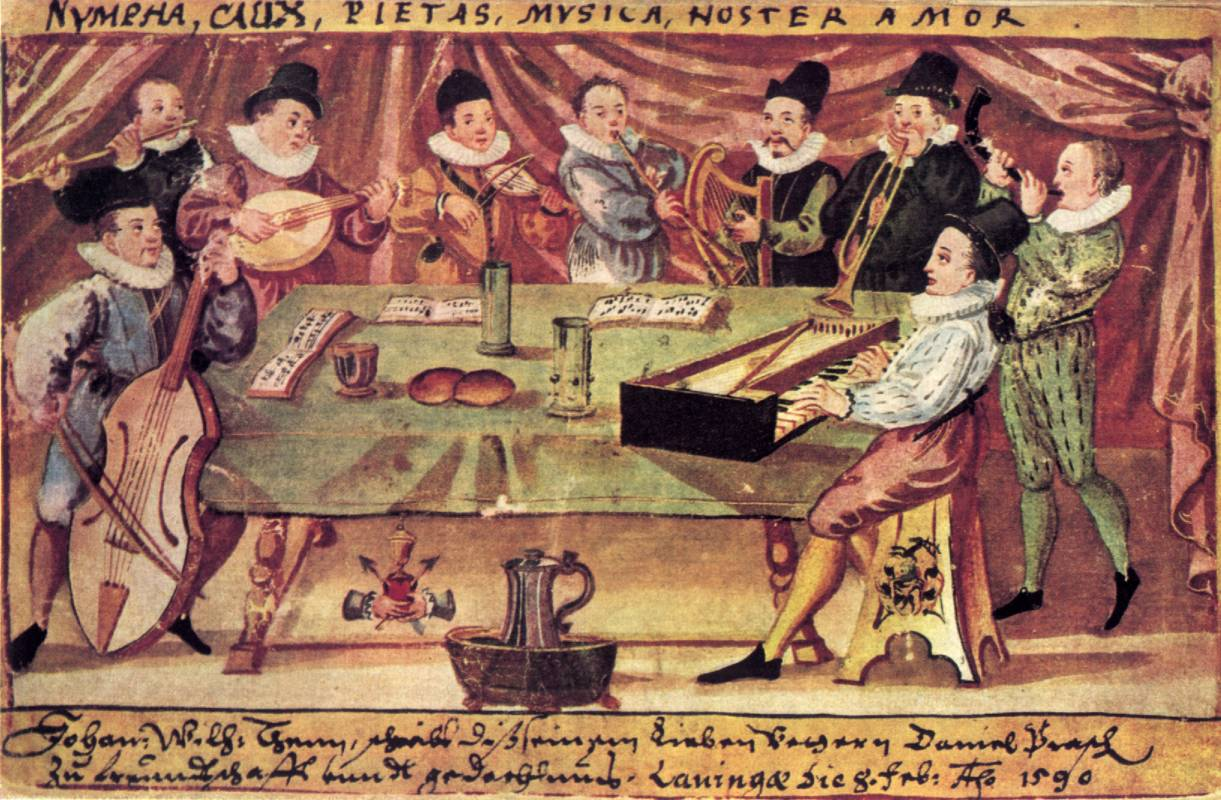
Collegium Musicum, Lauingen, 1590. De gauche à droite : viole, flûte, mandora ou guitern, vièle ou rebec, chalemie, harpe, trompette à coulisse ou trompette à clairon, cornet à bouquin, clavicorde.

La collegia musica de Leipzig, composée en majorité d'étudiants universitaires, connaît plusieurs directeurs particulièrement illustres, parmi lesquels Johann Kuhnau (1688), Telemann (1702),  et Bach (1729-1737), qui composa plusieurs concertos et dramme per musica pour des représentations hebdomadaires au Café Zimmermann, le café de Gottfried Zimmerman, et pour des concerts « extraordinaires ». Telemann continue à promouvoir les concerts professionnels des collèges de Francfort et de Hambourg à la fin des années 1720, favorisant ainsi l'émergence de concerts publics par souscription en Allemagne. 
Avec l'émigration morave, des «collegia» américains apparaissent à partir de 1744 en Pennsylvanie, dans le Maryland, l'Ohio et dans les deux Carolines.
En 1909, Hugo Riemann refonde le Collegium de Leipzig au sein de l'université de la ville, initiant une tendance moderne dans les universités allemandes et américaines visant à encourager l'interprétation de musique ancienne sur instruments d'époque ou des répliques. Le terme collegium musicum est ainsi largement associé aux ensembles universitaires qui interprètent de la musique ancienne, même si d’un point de vue historique, le terme n’implique pas nécessairement de restriction de répertoire.

## Autres villes
Bien que le Collegium Musicum (Leipzig) (de) soit le plus célèbre, en raison de son association avec Bach, d'autres villes en possédaient, par exemple : le Collegium Musicum (Hambourg) est un ensemble musical amateur fondé à Hambourg au XVIIe siècle par Matthias Weckmann, en complément du Hamburger Ratsmusik (professionnel).

## Ensembles modernes
Divers ensembles modernes ont adopté ce nom, notamment :
- Université de Cambridge : Collegium Musicum
- Collegium Musicum de l'Université de Heidelberg
- Collegium musicum Bonn, Université rhénane Frédéric-Guillaume de Bonn
- Collegium Musicum, Université Martin-Luther de Halle-Wittemberg
- Collegium Musicum, Londres
- Collegium Musicum Jamaica
- Collegium Musicum, École de musique Eastman, Université de Rochester
- Harvard-Radcliffe Collegium Musicum
- Collegium Musicum, Université Columbia
- Collegium Musicum,Université Duke
- Collegium Musicum, Université de l'Arizona
- Collegium Musicum, Moravian College
- Collegium Musicum, Muhlenberg College
- Collegium Musicum, Université de Notre-Dame-du-Lac
- Collegium Musicum 90, un orchestre baroque anglais
- Collegium Musicum (Bâle), Suisse
- Collegium Musicum Bergen, Bergen, Norvège
- Collegium Musicum Den Haag, Pays-Bas
- L.S.K.O. Collegium Musicum Leiden, Pays-Bas
- Université Rutgers Collegium Musicum
- Collegium Musicum Oberliniense
- Collegium Musicum de Reed College
- Collegium Musicum de St. Olaf College
- Collegium Musicum de l'Université Rowan
- Collegium Musicum, groupe rock slovaque, par Marián Varga
- Collegium Musicum du Colorado College
- Collegium Musicum du Luther College
- Collegium Musicum, Hong Kong
- Collegium Musicum de Buenos Aires [1]
- Collegium Musicum Cabell Midland High School
- Yale : Collegium Musicum (fondé par Paul Hindemith)
- Université de Toronto : Collegium Musicum (directed by Ivars Taurins)
- Collegium Musicum de Lviv (Ukraine)
- Collegium Musicum de l'Université de Calgary[2]
- Collegium Musicum de l'Université du Connecticut[3]
- Collegium Musicum de Varsovie (Université de Varsovie[4])
- Collegium Musicum de Karlsruhe (Institut de technologie de Karlsruhe[5])
- Collegium Musicum de Kiel (Université Christian-Albrecht de Kiel[6])